# 臺北新劇團
臺北新劇團（英語：Taipei Li-yuan Peking Opera Theatre）是臺灣民間京劇團體，創立於1997年，係由財團法人辜公亮文教基金會支持成立，目前由著名老生演員李寶春擔任團長。每年固定推出春、秋兩檔京劇作品。

## 背景
和信企業團已故前任董事長辜振甫，出身台灣日治時期世家鹿港辜家，平生喜好京劇，偶亦粉墨登場，為台灣著名票友，擅長《空城計》等老生戲。辜公亮文教基金會成立後，1992年成立京劇小組，由辜振甫長女辜懷群、老生演員李寶春規劃推廣京劇，定期於國內外演出。
目前成員主要由國立臺灣戲曲學院畢業，並與中國大陸京劇演員合作演出。

## 外部連結
- 臺北新劇團 （页面存档备份，存于）
- 臺北戲棚 （页面存档备份，存于）
- 京劇專刊 （页面存档备份，存于）
- 臺北新劇團的Facebook專頁
- 臺北戲棚TaipeiEYE的Facebook專頁